# Grigore Tăușan
Grigore Tăușan (n. 24 ianuarie 1874, București – d. 20 aprilie 1952) a fost un filosof român, membru de onoare (1939) al Academiei Române.

## Distincții
- Ordinul Meritul Cultural, în gradul de Cavaler clasa I, pentru litere (1 februarie 1943)[1]